# Château Pavie

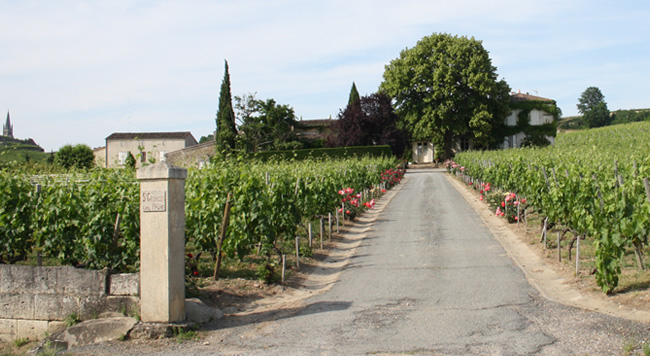
Château Pavie

Das Château Pavie ist eines der bedeutenden und traditionsreichsten Weingüter der französischen Gemeinde Saint-Émilion in der Region von Bordeaux. In der Hierarchie der Rotweine von Saint-Émilion gehört es als Premier Grand Cru classé A (2012 und 2022), der höchsten Stufe an (siehe auch den Artikel Bordeauxwein (Klassifikation)).

## Lage, Boden und Rebsorten

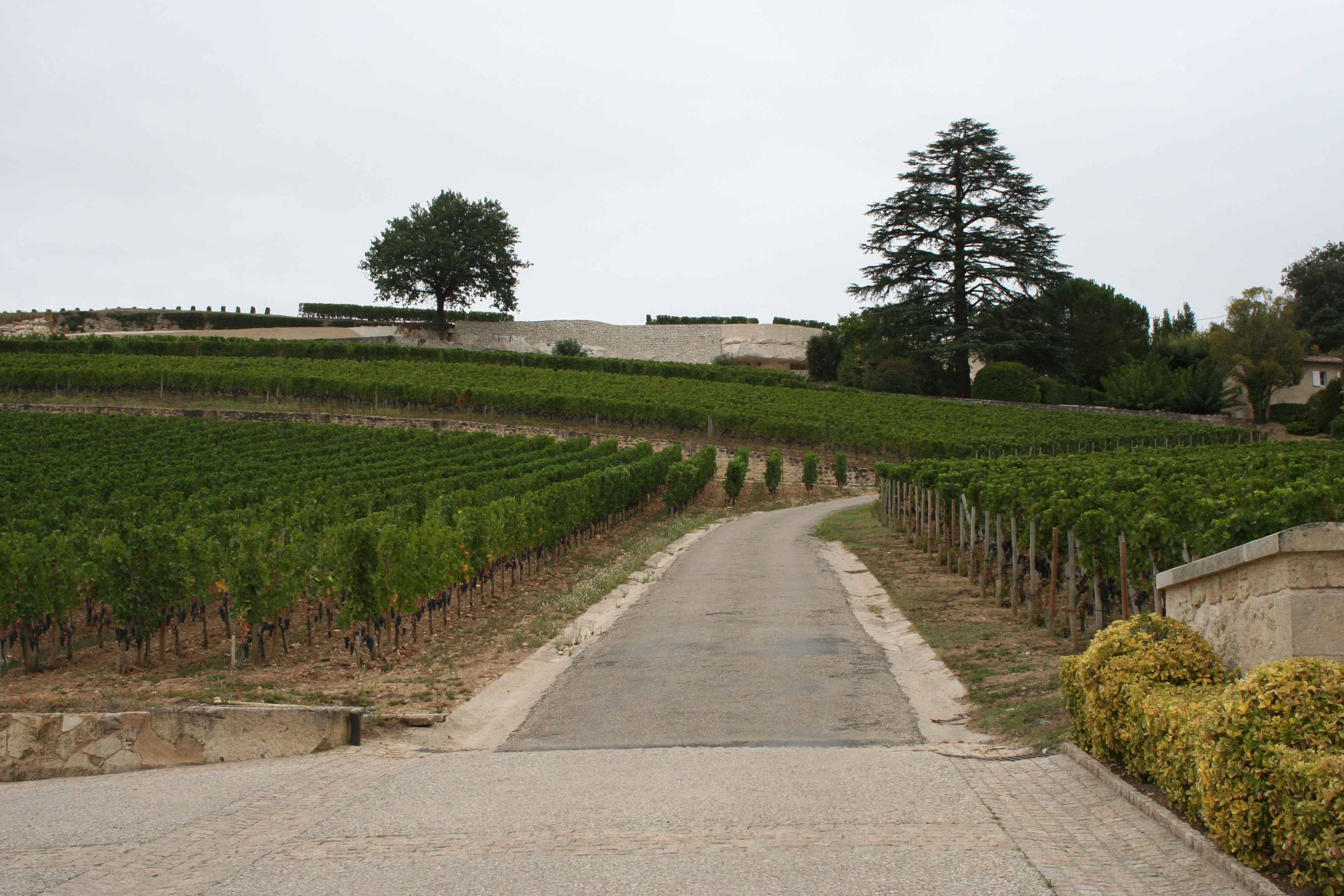
Blick auf die Weinberge

Das Château befindet sich im Südosten des Gebietes der Appellation von Saint Émilion, nur ca. 1,5 km von der Gemeinde Saint-Émilion entfernt. Die 37 Hektar großen Weinberge liegen genau an der Nahtstelle zwischen dem Kalksteinplateau von Saint-Émilion und den Kiesablagerungen der Dordogne am Fuße des Plateaus. Die Hanglage zwischen Plateau und dem Fuß ist einem Amphitheater gleich ideal nach Süden ausgerichtet. Ca. 8 Hektar Rebfläche befinden sich oben auf dem Plateau und 22,5 Hektar liegen in idealer Steillage an der „Côte“. Der Rest liegt am Fuß des Hanges. Unmittelbar oberhalb der Plateau-Parzelle von Pavie schließen sich die 4,8 Hektar (davon 2,8 im Ertrag) des ehemaligen Grand Cru Classé Château La Clusière an. Diese finden seit dem Jahrgang 2002 ebenfalls Eingang in den Wein von Château Pavie. Weiter östlich befindet sich das Weingut Château Larcis Ducasse.
Die gänzlich verschiedenen Bodentypen innerhalb des Weinbergs ergeben eine spezifische Rebsortenwahl. Während auf dem lehmig-kalkigen Plateau überwiegend Merlot angebaut wird, eignet sich der sandig-lehmige Boden am Fuße der Steillage mehr für den Anbau von Cabernet Sauvignon und Cabernet Franc. Der Rebsortenspiegel sieht daher wie folgt aus: Auf den Merlot entfällt ein Anteil von 60 %, während der Cabernet Franc noch über einen ungewöhnlich hohen Anteil von 30 % verfügt. Die restlichen 10 % stehen dem Cabernet Sauvignon zu.

## Der Wein

### Weinbereitung und Ausbau

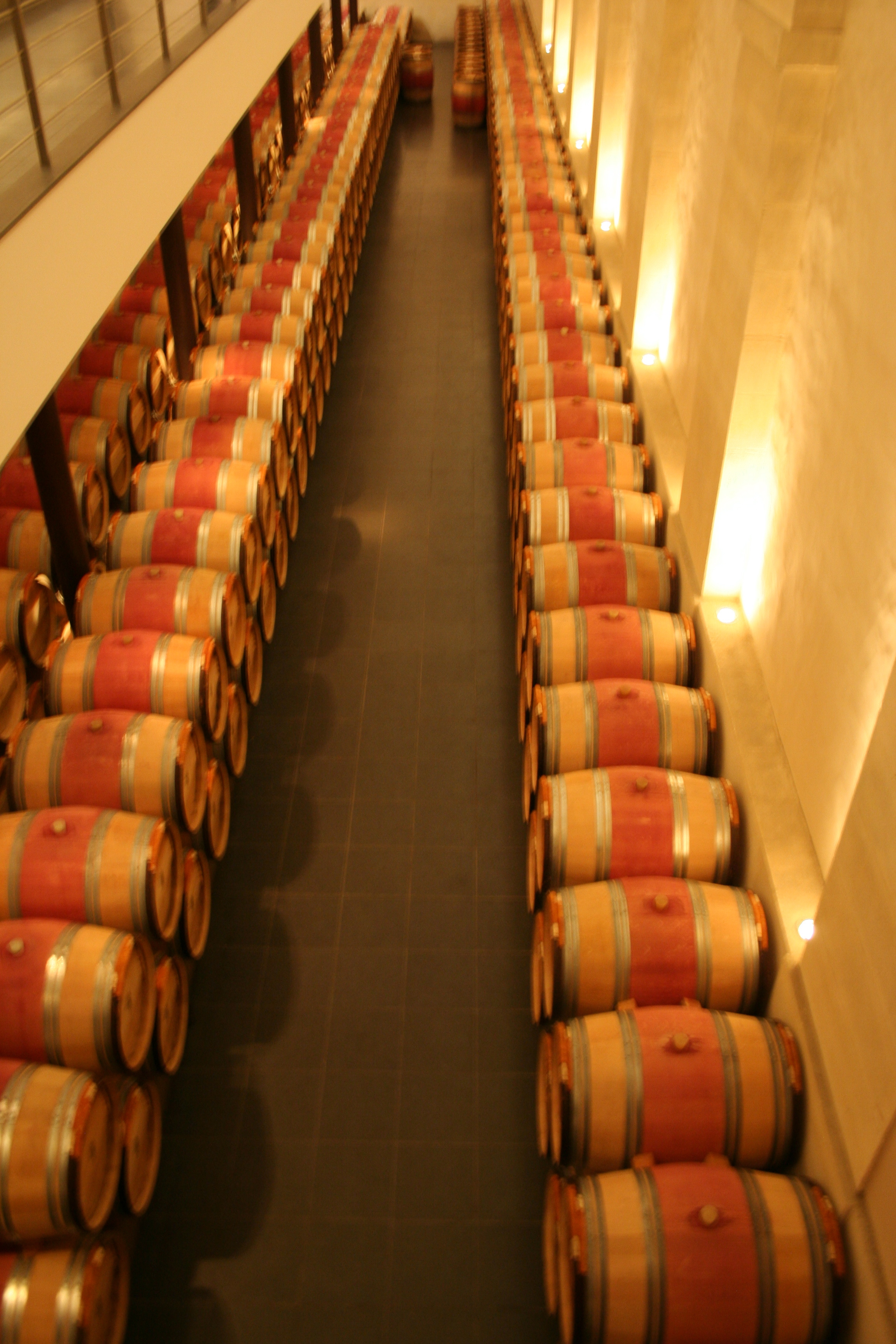
Der Weinkeller

Im Château Pavie gelten die Qualitätsmaßstäbe der großen Bordeaux’. Das mittlere Alter der Reben liegt bei 43 Jahren (Stand 2005), der Ertrag liegt bei sehr niedrigen 30 hl/ha. Die Trauben werden von Hand gelesen, entrappt und im Keller nochmals mehrfach nachsortiert. Die Gärung findet heute wieder in, wenngleich temperaturgeregelten, Eichenbottichen statt.
Der Wein wird zügig und ohne Filterung in Barriquefässer transferiert, wo er 18–24 Monate lang verbleibt (der Jahrgang 2000 verblieb sogar 26 Monate im Barrique). Verwendet wird ausschließlich neues Holz. Geschönt wird mit Eiweiß, und die Flaschenabfüllung erfolgt ohne Filterung.

### Charakter und Jahrgänge

Château Pavie, Jahrgang 2006

Der Château Pavie ist vollmundig, samtig und von intensivem Aroma. Trotz dieser Charakteristika ist er für eine lange Flaschenlagerung bereitet. Gute Jahrgänge bauen durchaus dreißig Jahre lang aus. Die Aromen eines reifen Pavie werden mit Begriffen wie „geröstete Haselnüsse, Rosinen, Tabak und Zedernholz“ beschrieben, wobei sich das Spektrum von Jahrgang zu Jahrgang stark unterscheidet.
Der Weinstil hat sich seit dem Besitzerwechsel 1998 (s. u.) deutlich geändert. Der Château Pavie ist seitdem erheblich konzentrierter, und der Einsatz neuen Holzes ist unverkennbar. Bis 1997 wurde jährlich nur ein Drittel der Barriques erneuert. Als große Jahrgänge des Château Pavie gelten 1982, 1983, 1986, 1989, 1990, 1998, 2000, 2003 und 2005. Als weit überdurchschnittlich werden auch 1981, 1988, 1993, 1994 und 1995 eingestuft.

## Geschichte
Die Ursprünge des Gutes liegen wohl im 4. Jahrhundert in römischer Zeit. Die Rebflächen wurden an den Hängen namens Côte Pavie angelegt. Pavie ist der französische Name des Weinbergpfirsichs. Der Besitz bestand vermutlich das ganze Mittelalter hindurch.
In der ersten Ausgabe des berühmten Buches „Bordeaux et ses vins“ von Cocks und Féret aus dem Jahr 1850 wird Château Pavie bereits als eines der führenden Güter der Region erwähnt. Haupteigentümer war seinerzeit die Familie Talleman, während kleinere Parzellen von den Familien Pigasse, Lafleur, Chapus, Dussaut und Croisit bewirtschaftet wurden. Nach dem Tod von Adolphe Pigasse im Jahr 1885 verkaufte seine Witwe die Rebflächen an Talleman.
Im Jahr 1885 erwarb der Bordelaiser Weinhändler Ferdinand Bouffard den gesamten Besitz der Familie Talleman. In der Folge vergrößerte er die Fläche durch Zukauf und Erbe auf insgesamt 50 Hektar. Er konsolidierte die gesamte Fläche unter dem Namen „Pavie“, gab aber den Weinen, die von Parzellen auf dem Plateau kamen, den Namen „Pavie-Decesse“.
Ende des 19. Jahrhunderts vernichtete die Reblaus die gesamten Investitionen von Bouffard. Aufgrund seines Weinbau-Wissens konnte Bouffard zwar den Weinbaubetrieb unter schwierigen Bedingungen fortführen, musste aber nach dem Ersten Weltkrieg sein Lebenswerk an Albert Porte verkaufen. Im Jahr 1943 ging der Besitz an Alexandre Valette über, dem bereits das benachbarte Château Troplong Mondot gehörte. Der in Paris ansässige Geschäftsmann ließ die Weinberge nach einem 60-Jahre-Plan neu anlegen. Bei der ersten Klassifikation der Saint-Émilion-Weine im Jahr 1954 wurde Château Pavie in den Rang eines 1er Grand Cru Classé B eingestuft.
Nach dem Tod von Alexandre Valette im Jahr 1967 wurde sein Weinbergsbesitz auf mehrere Familienzweige verteilt. Sein Neffe Jean-Paul verwaltete schließlich eine Trägergesellschaft, zu der neben Château Pavie noch Château Pavie-Decesse und Château La Clusière gehörten. Weinberge und Material waren jedoch mittlerweile in einem schlechten Zustand. Die Weine wurden in schlecht unterhaltenen Kalksteinhöhlen gelagert. Im Jahr 1974 verschütteten niederstürzende Kalksteinstücke schließlich 53 Barriquefässer; Menschen kamen dabei nicht zu Schaden. Aufgrund der überragend guten Lage der Weinberge wurden trotzdem noch immer hervorragende Weine produziert.
Im März 1998 schließlich übernahm der vormalige Großmarktketten-Besitzer Gérard Perse das Gut für ca. 30,800 Mio. US-Dollar. Zuvor hatte er bereits die Güter Château Monbousquet, La Clusière und Pavie-Decesse erworben. Noch im gleichen Jahr wurden umfangreiche Investitionen getätigt und der Önologe Michel Rolland als Berater engagiert. Im Jahr 1999 wurde ein über 7 m tiefer Fasskeller eingeweiht, der insgesamt 700 Barriques Platz bietet. Im Weinberg wurden Rebstöcke, die in schlechtem Zustand waren, ausgetauscht, und in den tiefer gelegenen Flächen wurde eine bessere Bodendrainage angelegt. Im Juli 2013 wurde der renovierte Weinkeller nach zweijährigen Umbauarbeiten eingeweiht. Die durch Alberto Pinto begleiteten Maßnahmen kosteten insgesamt 14 Millionen Euro.
Seither zog der Preis der Weine von Pavie auf und davon. War der hervorragende 1990er Mitte der Neunzigerjahre noch für unter 200 Francs zu haben, so kostete der 2000er in der Subskription fast 1500 Francs (240 Euro)! Der Château Pavie hat damit zur absoluten Spitzengruppe von Bordeaux aufgeschlossen. Seit 2002 geht auch der Ertrag der Weinberge des Château La Clusière in den Wein von Château Pavie ein. Dessen eigenständige Produktion stand dem Pavie seit 1997 in nichts nach – der 2000er La Clusière erhielt sogar die Traumbewertung von 100 Parker-Punkten.